# Bombardier 500 2003
Bombardier 500 2003 var ett race som var den femte deltävlingen i IndyCar Series 2003. Racet kördes den 7 juni på Texas Motor Speedway utanför Fort Worth. Al Unser Jr. tog karriärens sista seger, följd av Tony Kanaan och överraskningen Tora Takagi.

## Slutresultat
| Plats | Förare            | Team                     | Grid | Kvaltid |
| ----- | ----------------- | ------------------------ | ---- | ------- |
| 1     | Al Unser Jr.      | Kelley Racing            | 7    | 24,245  |
| 2     | Tony Kanaan       | Andretti Green Racing    | 4    | 24,121  |
| 3     | Tora Takagi       | Mo Nunn Racing           | 3    | 24,024  |
| 4     | Kenny Bräck       | Team Rahal               | 6    | 24,174  |
| 5     | Bryan Herta       | Andretti Green Racing    | 9    | 24,297  |
| 6     | Scott Dixon       | Chip Ganassi Racing      | 2    | 23,955  |
| 7     | Hélio Castroneves | Marlboro Team Penske     | 10   | 24,316  |
| 8     | Gil de Ferran     | Marlboro Team Penske     | 8    | 24,246  |
| 9     | Roger Yasukawa    | Fernández Racing         | 11   | 24,344  |
| 10    | Sam Hornish Jr.   | Panther Racing           | 16   | 24,649  |
| 11    | Greg Ray          | Access Motorsports       | 15   | 24,408  |
| 12    | Vitor Meira       | Team Menard              | 17   | 24,691  |
| 13    | Buddy Lazier      | Hemelgarn Racing         | 19   | 24,758  |
| 14    | Buddy Rice        | Cheever Racing           | 20   | 24,768  |
| 15    | Sarah Fisher      | Dreyer & Reinbold Racing | 21   | 24,834  |
| 16    | Scott Sharp       | Kelley Racing            | 12   | 24,361  |
| 17    | Felipe Giaffone   | Mo Nunn Racing           | 5    | 24,165  |
| 18    | Tomas Scheckter   | Chip Ganassi Racing      | 1    | 23,885  |
| 19    | Buddy Lazier      | Hemelgarn Racing         | 19   | 24,758  |
| 20    | Dan Wheldon       | Andretti Green Racing    | 13   | 24,365  |
| 21    | A.J. Foyt IV      | A.J. Foyt Enterprises    | 14   | 24,369  |
| 22    | Robbie Buhl       | Dreyer & Reinbold Racing | 18   | 24,739  |